# Bruno Revel
Bruno Revel (Bergamo, 14 giugno 1895 – Milano, 28 novembre 1959) è stato un francesista, germanista e traduttore italiano.

## Biografia
Nacque dal pastore valdese Jean David Revel (1861-1944) e da Emilia Huber; ebbe una sorella minore di nome Edvige Clara Revel, detta Hedy, francesista e traduttrice nonché moglie del violinista Franz Terraneo. Si laureò in Filosofia all'Università Statale di Milano con Piero Martinetti e insegnò Lingua e Letteratura francese e tedesca alla Bocconi. Accanto all'attività didattica e di traduttore affiancò quella di storico e biografo. Tra le sue numerose traduzioni (tutte più volte ristampate) si segnalano quelle delle principali opere di Hans Fallada per Arnoldo Mondadori Editore, quella de La mia vita di Adolf Hitler, pubblicata da Bompiani nel 1938, quella del Richelieu di Carl Jacob Burckhardt pubblicata da Einaudi nel 1941, quella de La vita di Gesù di Ernest Renan pubblicata da Feltrinelli nel 1949.

## Opere principali
- Storia di Cromwell, Roma, Doxa, 1930
- Vita di Gustavo Adolfo, Re di Svezia, Milano, Doxa, 1933
- L' affare Dreyfus: 1894-1906, Milano, Mondadori, 1936
- La Comune, Milano, Mondadori, 1948
- Victor Hugo: 1802-1830. la vittoria romantica, Milano, Marzorati, 1955